# Warneckea walikalensis
Warneckea walikalensis är en tvåhjärtbladig växtart som först beskrevs av Abílio Fernandes och Rosette Mercedes Saraiva Batarda Fernandes, och fick sitt nu gällande namn av Jacq.-fél.. Warneckea walikalensis ingår i släktet Warneckea och familjen Melastomataceae. Inga underarter finns listade i Catalogue of Life.